# OOGIRI22:22
OOGIRI22:22（おおぎりツーフォー）は、2020年5月11日よりYouTubeで配信された、落語家による大喜利番組。

## 概要
- 落語立川流真打の立川こしらが2020年3月28日から始めた、大喜利セーフ22の派生番組としてスタート。二つ目、前座の若手落語家の出演番組として定着した。
- 大喜利セーフ22同様、落語家がそれぞれ自宅から番組に出演し、送金サービスpringや通販サイトを活用した『投げ銭システム』『番組スポンサー』により、コロナ禍による仕事の激減で困窮する落語家を支える存在となった。
- 大喜利セーフ22同様、リモート会議システムZoomにより、出演者が自宅などから接続。その画面を、OBSによりオリジナルレイアウトの映像が制作され、ストリーミング配信される。
- 生配信された番組は、立川かしめが開くYouTubeチャンネル「落語家chーかごくらー」にアーカイブされ、一大娯楽コンテンツを形成している。

## 配信日
配信開始時は、番組名通りの22:22を配信開始時刻として、月曜から日曜まで連日の生配信を行った。
2020年6月より、番組の配信日が火曜日、木曜日、土曜日の週3回となった。
2020年10月6日を最後に、火曜日の配信枠を楽八に譲り、10月第3週から木・土の週2回配信となった。
2020年10月8日の第77回配信から、一連の大喜利番組と足並みを揃え、配信スタート時刻を22時30分からに変更。
2022年2月、グループの基幹番組「大喜利セーフ22」の終了に伴い、配信曜日を毎週木曜日の週1回配信に集約された。